# 사마리아 (영화)
《사마리아》는 2004년 3월 5일 개봉한 김기덕 감독의 10번째 작품이다. 원조 교제를 하는 여고생과 자신의 딸이 원조 교제를 하는 사실을 알게 된 아버지의 복수에 대한 이야기이다.
제54회 베를린 영화제 은곰상 수상작이다.

## 캐스팅
- 이얼 : 영기 역
- 곽지민 : 여진 역
- 한여름 : 재영 역
- 권현민 : 센서상 역
- 오용 : 뮤직 남 역
- 임균호 : 깔끔 남 역
- 정윤수 : 터프 남 역
- 이종길 : 행운 남 역
- 신택기 : 자살 남 역
- 박정기 : 피살 남 역
- 김귀선 : 센서상 2 역
- 서승원 : 30대 남 역
- 유재익 : 행인 남 역
- 이수정 : 행인 여 역
- 정인기 : 기수 역
- 전진배 : 경찰 1 역
- 육세진 : 경찰 2 역
- 홍혜령 : 지살 남 부인 역
- 설한솔 : 자살남 딸 역
- 김재영 : 자살남 아들 역
- 손영순 : 자살남 어머니 역
- 박중현 : 의사 역
- 이다해 : 간호사 / 발견 여 역
- 최서진 : 연인 남 역
- 김유진 : 연인 여 역
- 한창현 : 발견 남 역
- 장광순 : 정비공 역
- 박미효 : 소녀 1 역
- 허혜미 : 소녀 2 역
- 손현지 : 소녀 3 역
- 임병조 : 오빠 1 역
- 김기두 : 오빠 2 역
- 김진훈 : 오빠 3 역
- 최해문 : 오빠 4 역
- 백서아 : 피살녀 역